# Alkaloid (tvrtka)
Za skupinu kemijskih spojeva, vidi Alkaloidi.
Alkaloid (mak. Алкалоид) makedonska je farmaceutska industrija te jedna od najvećih tvrtki u zemlji. Tvrtka se bavi proizvodnjom lijekova, kozmetike i kemijskih proizvoda te obradom botaničkog materijala. Najpoznatiji lijek odnosno brand tvrtke su tablete Caffetin (kafetin).

## Povijest
Alkaloid je osnovan 1936. kao privatna tvrtka obitelji Ognjanović. Tada je u njoj bilo zaposleno 15 radnika a poduzeće je proizvodilo 350 kg farmaceutskog materijala.
Završetkom 2. svjetskog rata, tvrtka je odlukama Vlade FNRJ i SR Makedonije nacionalizirana 22. lipnja 1945. Tada je započeo rast Alkaloida, odnosno povećana je proizvodnja, modernizirana je tehnologija, proširen proizvodni asortiman te je do 1947. udvostručen broj zaposlenih.
Tijekom 1950-ih tvrtka je već imala široku paletu lijekova u obliku tableta, ampula, tekućine i masti. Svojom kvalitetom Alkaloid je stekao afirmaciju i izvan granica Jugoslavije. Tako je prva poslovna i tehnička suradnja zabilježena 1961. s francuskim Teraplixom. Nakon što je Alkaloid izrastao u modernu farmaceutsku i kemijsku industriju, tvrtka je surađivala s američkim Pfizerom, njemačkim Scheringom, švicarskim Hoffmann-La Rocheom, francuskom Specijom i drugim farmaceutskim tvrtkama.
1966. Alkaloid se integrirao sa skopskom tvrtkom Bilka koja se bavila nabavom medicinskog bilja. Drugi značajan trenutak u tom razdoblju bila je izgradnja i početak rada novog postrojenja za vađenje maka. Time je pojednostavljen ovaj tehnološki proces te je udvostručena dobit maka iz kojeg se dobivao morfij kao važan materijal. To sve je dovelo do osnaživanja Alkaloida na farmaceutskom tržištu.
Početkom 1970-ih tvrtka osim lijekova započinje i s proizvodnjom kozmetike te veterinarskih pripravaka. Kako bi se povećala ekonomičnost i profitabilnost, Alkaloid se 1973. integrirao s kemijskom industrijom Lafoma te tvrtkom Cvetan Dimov koja se bavila proizvodnjom sapuna i kozmetike. Stalnim rastom i napretkom, Alkaloid je bio među pet najvećih jugoslavenskih tvrtki na području farmacije.

### Povijest nakon raspada SFRJ
1990. godine tvrtka je registrirana kao dioničko društvo s mješovitim vlasništvom. Nakon pet godina donesena je odluka da se Alkaloid transformira kao tvrtka u privatnom vlasništvu te je već 1998. registrirana kao dioničko društvo u privatnom vlasništvu. Unatoč radikalnim promjenama u vlasničkoj strukturi tvrtke tijekom razdoblja privatizacije, Alkaloid je uspio zadržati pozitivnu tendenciju rasta i napretka ali je i poboljšao svoje operativne izvedbe.
Tada je tvrtka započela s procesom povećanja proizvodnje i proizvodnog asortimana zbog Alkaloidove izvozne orijentacije.
2002. godine tvrtka prodaje licencu za proizvodnju tableta Caffetin (kafetin) namijenjenih ruskom tržištu. Nakon tri godine pokrenuta je suradnja s farmaceutskom tvrtkom Pharmavita iz BiH dok su dionice Alkaloida već kotirale na skopskoj burzi vrijednosnica. Također, otvorena je podružnica u SAD-u s ciljem proboja na američko tržište
Preko 70% proizvodnje je namijenjeno izvozu tako da su danas Alkaloidovi proizvodi prisutni na cijelom području bivše Jugoslavije te u Rusiji, Švicarskoj, Bugarskoj i Albaniji.

## Vanjske poveznice
- Službena web stranica tvrtke